# Жиланди (Алакольський район)
Жиланди́ (каз. Жыланды) — село у складі Алакольського району Жетисуської області Казахстану. Адміністративний центр Жиландинського сільського округу.
Населення — 1059 осіб (2021; 1427 у 2009, 1044 у 1999, 1952 у 1989).